# Смех (фильм, 1930)
«Смех» (англ. Laughter) — американская комедийная мелодрама режиссёра Джерри д’Аббади д’Арраста 1930 года. Фильм был номинирован на 4-й церемонии вручения премии «Оскар» в категории «Лучший литературный первоисточник». Копия фильма была сохранена в Библиотеке Конгресса.

## Сюжет
Эксцентрическая комедия о молодой женщине, которая вышла замуж, как она считала, ради стабильности и материального благополучия. Однако она быстро начинает жалеть о своём поспешном решении, с печальной тоской вспоминая времена юности, когда вино лилось рекой, танцы были зажигательными, а музыка никогда не заканчивалась…

## В ролях
- Нэнси Кэрролл — Пегги Гибсон
- Фредрик Марч — Пол Локридж
- Фрэнк Морган — C. Мортимер Гибсон
- Гленн Андерс — Ральф Ле Сейнт
- Дайан Эллис — Марджори Гибсон
- Олли Бергойна — Перл, горничная Пегги
- Леонард Кэри — Бенхам, дворецкий Гибсона
- Эрик Блор — гость на вечеринке в костюме ангела
- Чарльз Хэлтон — Уинслоу, секретарь Гибсона (в титрах не указан)
- Дункан Пенварден — мистер Миллер